# Taktizität
Die Taktizität (griech. taxis „Anordnung“), auch Stereoregularität, beschreibt die in bestimmten Intervallen wiederkehrende Anordnung von Seitenketten in einem Polymer. Prinzipiell kann Taktizität nur bei Polymeren auftreten, die aus asymmetrischen Monomeren aufgebaut sind, so z. B. bei Polypropylen oder Polystyrol, jedoch nicht bei Polyethylen oder Polytetrafluorethylen.

## Einteilung
Man unterscheidet drei Grundtypen der Taktizität:

Beispiel: Mögliche Taktizitäten von Polystyrol.

- ataktisch bei einer zufälligen räumlichen Anordnung der Reste.

- isotaktisch ist ein Polymer, wenn alle Reste in eine Richtung zeigen.

- syndiotaktisch, wenn die Reste abwechselnd (alternierend) nach vorne oder hinten zeigen.

Die Beurteilung der Taktizität eines Polymers kann ebenfalls über die Betrachtung der Diaden-Abfolge, d. h. über die räumliche Anordnung von zwei aufeinanderfolgenden Seitengruppen, erfolgen. Orientiert man die Kettenatome des Polymers koplanar in einer Zickzack-Anordnung, so erhält man eine m-Diade (von meso), wenn zwei aufeinanderfolgende Reste auf der gleichen Seite der Kette liegen. Liegen die Reste dagegen auf unterschiedlichen Seiten, liegt eine r-Diade (von racemisch) vor. Besitzt ein Polymer nur m-Diaden – dann liegen alle Reste auf einer Seite –, ist es wiederum isotaktisch, ein vollständig aus r-Diaden aufgebautes Polymer ist syndiotaktisch. Bei einem ataktischen Polymer finden sich die m- und r-Diaden in zufälliger Anordnung. Eine Sonderform sind mesotaktische Polymere, diese weisen sowohl taktische (syndiotaktisch oder isotaktisch) und ataktische Sequenzen gleichzeitig auf.
Eine weitere Besonderheit sind heterotaktische Polymere. Diese können bei der Polymerisation von Dimeren erhalten werden (z. B. Lactid, das cyclische Lacton von zwei Milchsäure-Molekülen). Das Dimer enthält bereits eine m- oder r-Diade. Wenn man aus diesem cyclischen Dimer das Polymer PLA herstellt, wird daher nur jede zweite Diade durch die Stereoselektivität der Polymerisation bestimmt, die anderen sind bereits im Lactid festgelegt. Besitzen diese Diaden unterschiedliche Orientationen, erhält man ein stereoreguläres Polymer mit alternierenden m-r-m-r-m Diaden, ein heterotaktisches Polymer.

## Auswirkungen
Die Taktizität eines Polymers beeinflusst seinen räumlichen Aufbau. Je gleichmäßiger der Aufbau ist, desto leichter ist die Ausbildung einer Kristallstruktur. Der Grad dieser Kristallinität beeinflusst wiederum fast alle Eigenschaften des Kunststoffes, wie Härte, Sprödigkeit, Formbeständigkeit oder Schmelzpunkt.
Bei einigen Kunststoffen wird die Taktizität ihrer besonderen Bedeutung wegen mit in das Kurzzeichen aufgenommen. So steht z. B. beim Polypropylen iPP für isotaktisches Polymer und aPP für ataktisches Polymer. Normales PP-Homopolymer (PP-H) enthält neben isotaktischen auch ataktische Kettensegmente.
Amorphe Thermoplaste wie PVC und PS sind in der Regel ataktisch. Vom Polystyrol existieren auch iso- (iPS) und syndiotaktische (sPS) Varianten, die kristallisationsfähig sind und sich durch hohe Schmelztemperaturen auszeichnen, da die zwischenmolekularen Wechselwirkungen (Van-der-Waals-Kräfte) in den dicht gepackten kristallinen Bereichen stärker sind als in den amorphen Bereichen.
Beeinflussen lässt sich die Taktizität eines Polymers durch die Auswahl der zur Polymerisation verwendeten Katalysatoren. So erhält man bei Verwendung von Ziegler-Natta-Katalysatoren weitgehend isotaktische Polymere. Vollständig isotaktische Polymere werden durch eine stereospezifische Katalyse erhalten.